# Henryk Renk
Henryk Edward Renk (ur. 7 września 1930 w Chojnicach, zm. 8 marca 2022) – polski oceanolog, prof. dr hab.

## Życiorys
W 1953 ukończył studia  na Wydziale Matematyki, Fizyki i Chemii Wyższej Szkoły Pedagogiczna w Gdańsku. W latach 1956–1966 pracował na Politechnice Gdańskiej, w tym czasie ukończył także studia na Uniwersytecie Mikołaja Kopernika w Toruniu (1959) i na zatrudniającej go uczelni (z zakresu elektroniki w 1963). W 1966 uzyskał na Uniwersytecie Łódzkim stopień doktora nauk fizycznych.
W latach 1966-1969 pracował w Instytucie Maszyn Przepływowych PAN, od 1969 w Morskim Instytucie Rybackim w Gdyni, w Zakładzie Oceanografii (od 1999 Zakładzie Oceanografii i Ekologii Morza). W 1973 uzyskał w Akademii Rolniczej w Szczecinie stopień doktora habilitowanego. W 1985 nadano mu tytuł profesora w zakresie nauk przyrodniczych. W 2001 przeszedł na emeryturę.
W latach 1986–1992 pracował równocześnie w Wyższej Szkole Pedagogicznej w Słupsku, w latach 1987–1990 był tam dziekanem Wydziału Matematyczno-Przyrodniczego i kierownikiem katedry Fizyki. W latach 1992–1995 był także zatrudniony w Instytucie Oceanografii Uniwersytetu Gdańskiego. Pracował też w Instytucie Rybactwa Śródlądowego im. S. Sakowicza.
Był odznaczony Krzyżem Kawalerskim Orderu Odrodzenia Polski.
W swoich badaniach zajmował się produkcją pierwotną i produktywnością biologiczną na obszarze Morza Bałtyckiego.